# Liste der Einträge im National Register of Historic Places im Wilson County (Tennessee)
Diese Liste der Einträge im National Register of Historic Places im Wilson County (Tennessee) enthält alle im Wilson County, Tennessee in das National Register of Historic Places eingetragenen Gebäude, Bauwerke, Objekte, Stätten oder historischen Distrikte.
Diese Liste entspricht dem Bearbeitungsstand des National Park Service/National Register of Historic Places vom 4. Oktober 2024.

## Legende
| NRHP | Historic Place             |
| HD   | National Historic District |

## Aktuelle Einträge
| [ 2 ] | Name                                           | Bild                                     | Eintragsdatum                 | Lage | Ort              | Beschreibung |
| ----- | ---------------------------------------------- | ---------------------------------------- | ----------------------------- | --- | ---------------- | ------------ |
| 1     | Bailey Graveyard                               | Bailey Graveyard                         | 28. März 1996 ID-Nr. 96000338 | 654 N. McKee Rd. 36° 10′ 4″ N, 86° 7′ 36″ W                                                                                    | Watertown        |              |
| 2     | Harry Bailey House                             | Harry Bailey House                       | 15. März 2000 ID-Nr. 00000230 | 423 Trousdale Ferry Rd. 36° 12′ 33″ N, 86° 16′ 7″ W                                                                            | Lebanon          |              |
| 3     | I.W.P. Buchanan House                          | I.W.P. Buchanan House                    | 8. Jan. 1979 ID-Nr. 79002487  | 428 W. Main St. 36° 12′ 31″ N, 86° 18′ 2″ W                                                                                    | Lebanon          |              |
| 4     | Camp Bell                                      | Camp Bell                                | 15. Apr. 1982 ID-Nr. 82004074 | Coles Ferry Pike 36° 13′ 30″ N, 86° 18′ 23″ W                                                                                  | Lebanon          |              |
| 5     | Dr. John Owen Campbell House                   | Dr. John Owen Campbell House             | 8. Dez. 1980 ID-Nr. 80003884  | 2344 Lebanon Rd. 36° 13′ 39″ N, 86° 21′ 43″ W                                                                                  | Lebanon          |              |
| 6     | Castle Heights Academy Historic District       | Castle Heights Academy Historic District | 11. Jan. 1996 ID-Nr. 95001507 | an der Straßenkreuzung der Castle Heights Ave., N. und Cadet Ct. 36° 12′ 45″ N, 86° 18′ 26″ W                                  | Lebanon          |              |
| 7     | Cedars of Lebanon State Park Historic District | weitere Bilder                           | 7. Nov. 1995 ID-Nr. 95001274  | Cedar Forest Rd. im Cedars of Lebanon State Park 36° 5′ 8″ N, 86° 18′ 47,9″ W                                                  | Lebanon          |              |
| 8     | Chandler Stone Wall                            | Chandler Stone Wall                      | 19. Juli 2001 ID-Nr. 01000757 | Old Lebanon Rd., westlich der Mount Juliet Rd. 36° 11′ 23″ N, 86° 33′ 6″ W                                                     | Mt. Juliet       |              |
| 9     | John Cloyd House                               | John Cloyd House                         | 1. Okt. 1974 ID-Nr. 74001931  | 13988 US-70 Old Hickory 36° 13′ 16,3″ N, 86° 33′ 34,6″ W                                                                       | Mt. Juliet       |              |
| 10    | Fite-Fessenden House                           | Fite-Fessenden House                     | 5. Juli 1985 ID-Nr. 85001488  | 236 W. Main St. 36° 12′ 30″ N, 86° 17′ 42″ W                                                                                   | Lebanon          |              |
| 11    | Hale House-Patterson Hotel                     | Hale House-Patterson Hotel               | 14. März 1997 ID-Nr. 97000245 | 116 Depot St. 36° 6′ 0″ N, 86° 21′ 25″ W                                                                                       | Watertown        |              |
| 12    | Lebanon Commercial Historic District           | weitere Bilder                           | 18. Nov. 1999 ID-Nr. 99001373 | zwischen der 104–124 N. College, 105–115 N. Cumberland, 102–203 E. Main und 103–122 E. Market St. 36° 12′ 29″ N, 86° 17′ 27″ W | Lebanon          |              |
| 13    | Lebanon Woolen Mills                           | Lebanon Woolen Mills                     | 12. Juli 2007 ID-Nr. 07000687 | 218 N. Maple St. 36° 12′ 33,2″ N, 86° 17′ 36,9″ W                                                                              | Lebanon          |              |
| 14    | Memorial Hall, Cumberland University           | weitere Bilder                           | 29. Apr. 1977 ID-Nr. 77001301 | am Campus der Cumberland University 36° 12′ 14″ N, 86° 18′ 0″ W                                                                | Lebanon          |              |
| 15    | Mitchell House                                 | Mitchell House                           | 6. Dez. 1979 ID-Nr. 79003435  | 106 North Castle Heights Avenue Lebanon TN 37087 36° 12′ 40″ N, 86° 18′ 29″ W                                                  | Lebanon          |              |
| 16    | Pickett Chapel Methodist Church                | Pickett Chapel Methodist Church          | 18. Apr. 1977 ID-Nr. 77001302 | E. Market St. 36° 12′ 32″ N, 86° 17′ 19″ W                                                                                     | Lebanon          |              |
| 17    | Rest Hill Cemetery                             | weitere Bilder                           | 25. März 1993 ID-Nr. 93000212 | Tennessee State Route 141, östlich der Einmündung der Tennessee State Route 24 36° 12′ 35″ N, 86° 16′ 13″ W                    | Lebanon          |              |
| 18    | William Washington Seay House                  | William Washington Seay House            | 25. Aug. 1995 ID-Nr. 95001044 | 10575 Trousdale Ferry Pike 36° 12′ 19″ N, 86° 6′ 25,9″ W                                                                       | Flat Rock        |              |
| 19    | Sellars Indian Mound                           | weitere Bilder                           | 11. Dez. 1972 ID-Nr. 72001256 | Adresse nicht veröffentlicht                                                                                                   | Lebanon          |              |
| 20    | Warner Price Mumford Smith House               | Warner Price Mumford Smith House         | 22. Juli 1993 ID-Nr. 93000647 | 10277 Lebanon Rd. 36° 13′ 55,9″ N, 86° 29′ 49″ W                                                                               | Mt. Juliet       |              |
| 21    | Spring Creek Presbyterian Church               | Spring Creek Presbyterian Church         | 8. Nov. 2000 ID-Nr. 00001356  | Cainsville 36° 5′ 34″ N, 86° 14′ 20″ W                                                                                         | Doaks Crossroads |              |
| 22    | Ida New and William Madison Turner Farm        |                                          | 7. Nov. 1995 ID-Nr. 95001275  | 3964 Old Murfreesboro Rd. 36° 9′ 2″ N, 86° 19′ 36″ W                                                                           | Lebanon          |              |
| 23    | Watertown Commercial Historic District         | Watertown Commercial Historic District   | 8. Nov. 2000 ID-Nr. 00001353  | zwischen der Main St., Depot Ave. und dem Public Square in Watertown 36° 5′ 59″ N, 86° 8′ 2″ W                                 | Watertown        |              |
| 24    | Williamson Chapel CME Church Complex           | Williamson Chapel CME Church Complex     | 15. Nov. 2006 ID-Nr. 06001039 | 1576 Needmore Rd. 36° 14′ 39″ N, 86° 33′ 43,9″ W                                                                               | Greenlawn        |              |

## Ehemalige Einträge
| [ 2 ] | Name       | Bild | Eintragsdatum                | Lage                                            | Ort               | Beschreibung                                                       |
| ----- | ---------- | ---- | ---------------------------- | ----------------------------------------------- | ----------------- | ------------------------------------------------------------------ |
| 1     | Belle Isle |      | 22. Mai 1980 ID-Nr. 80003883 | nordwestlich von Lebanon an der Cairo Bend Road | Lebanon, Siedlung | der Status als Historic Place wurde am 1. Februar 1983 aufgehoben. |